# Berrenrather Börde

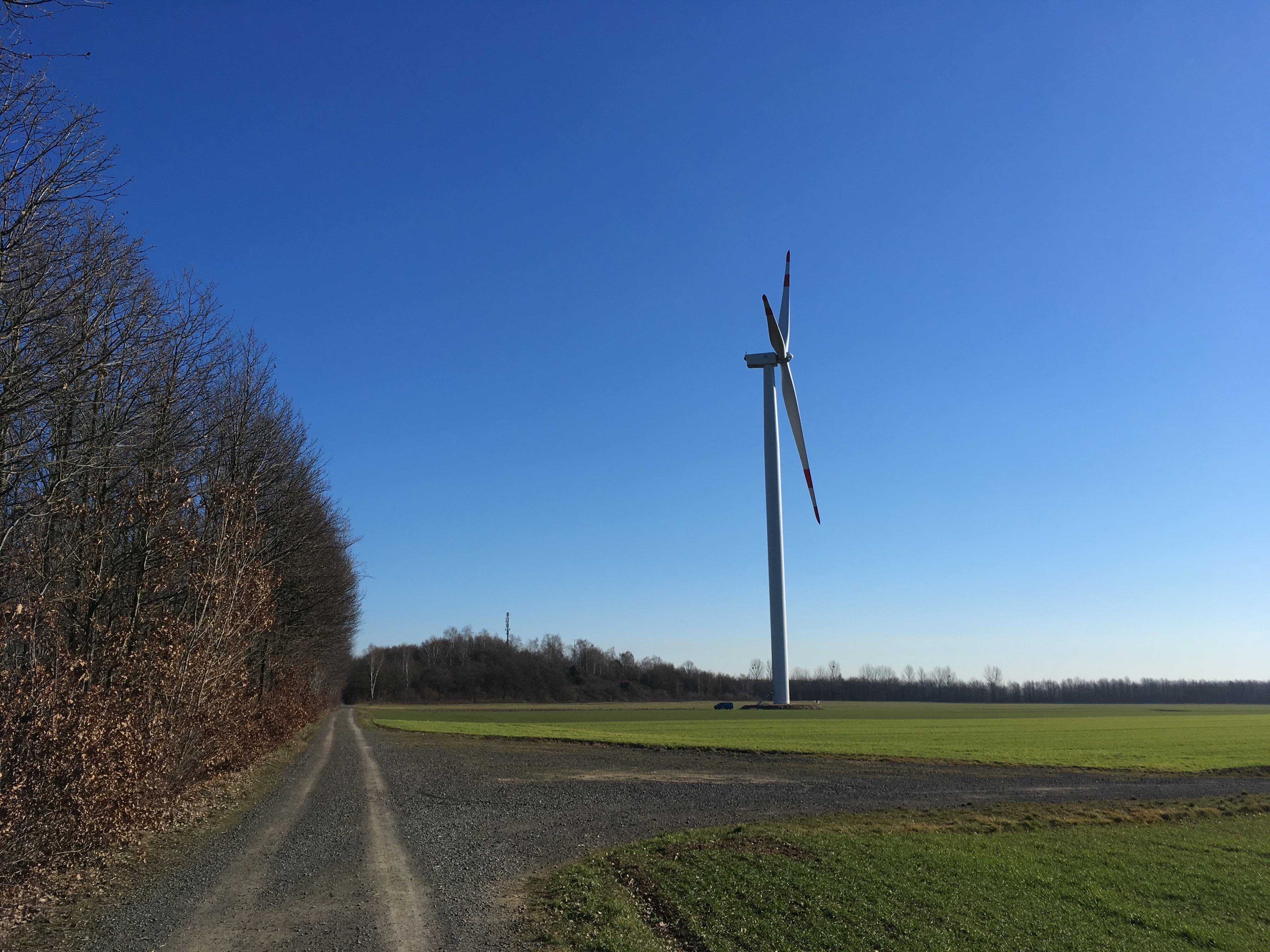
Berrenrather Börde

Die Berrenrather Börde ist eine rund 1100 Hektar große Kulturlandschaft, die durch den Abbau von Braunkohle entstand. Sie liegt auf der Gemarkung der Stadt Hürth im Rhein-Erft-Kreis im Land Nordrhein-Westfalen und ist nach dem Ortsteil Berrenrath der Stadt Hürth benannt.

## Lage
Die Börde liegt westlich des Stadtzentrums und dort westlich des Ortsteils Berrenrath. Südlich liegt der Erftstädter Stadtteil Kierdorf. Es folgen im Uhrzeigersinn die Stadtteile Brüggen, Balkhausen und Türnich der Stadt Kerpen. Nördlich der Börde verläuft die Bundesstraße 264; im östlichen Bereich durchquert die Bundesautobahn 1 das Gebiet. Die Kreisstraße 50 durchquert in West-Ost-Richtung als Berrenrather Straße die Fläche. An ihr liegen die beiden Weiler Berrenrath und Brüggen. Südöstlich liegt außerhalb der Gemarkung das Zieselsmaar.

## Geschichte

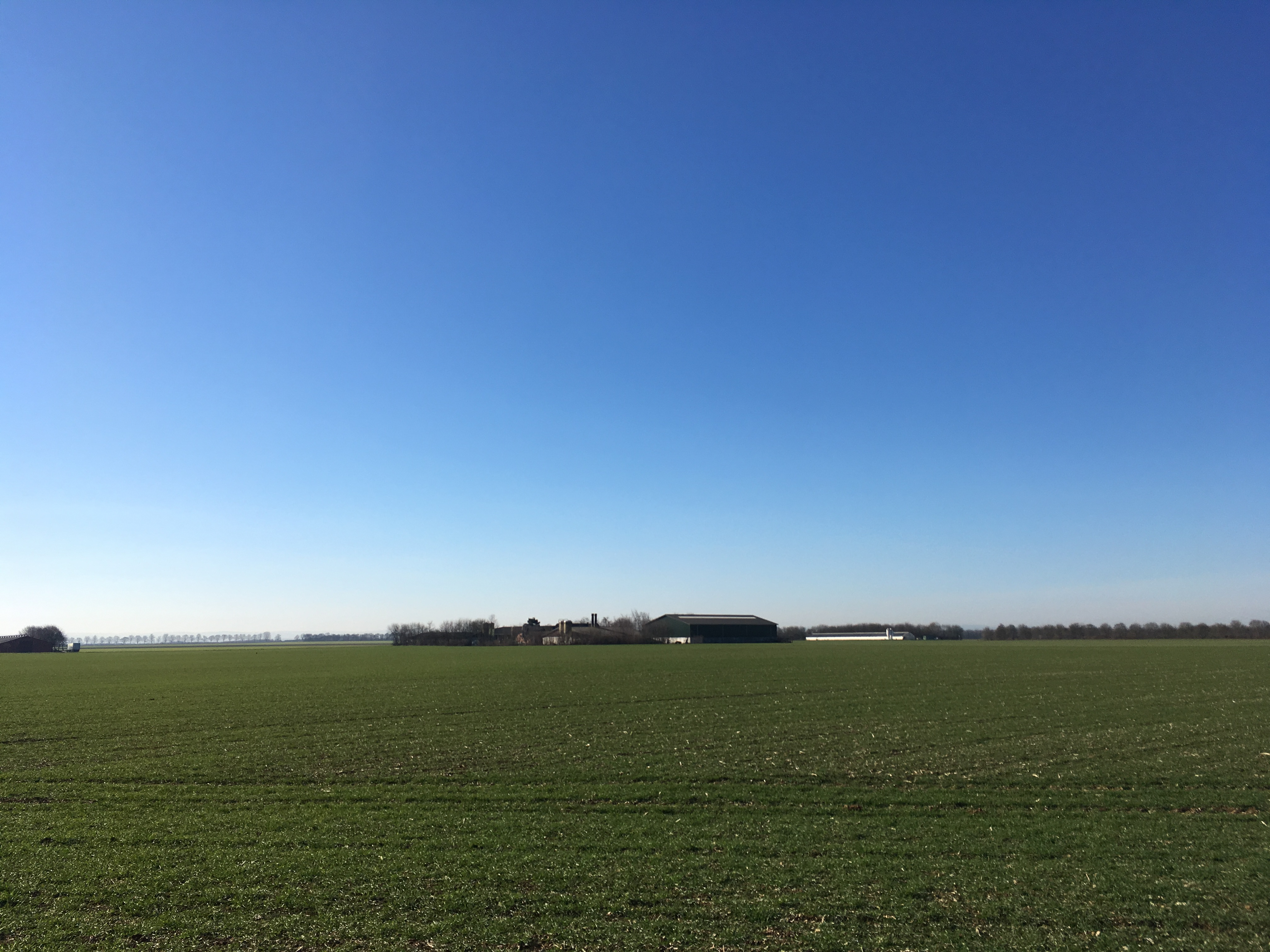
Weiler Berrenrath

Bereits im 18. Jahrhundert wurde auf der Gemarkung Braunkohle für die industrielle Verwertung gefördert. Dies geschah jedoch in kleineren Gruben, denn auf einer Karte aus dem Jahr 1900 ist das Gelände als ausgedehntes Waldgebiet der sogenannten Waldville erkennbar. Mit der zunehmenden Industrialisierung wurde die Fläche Teil des Rheinischen Braunkohlereviers, als die Tagebaue Berrenrath und Berrenrath-West entstanden. Nach ihrer Auskohlung beauftragte der Betreiber ab Mitte der 1960er Jahre den Landschaftsplaner Gerhard Olschowy mit der Rekultivierung.
Ursprünglich sollte das Gebiet wieder bewaldet, die Restlöcher zu Seen verfüllt werden. Zu Beginn der Planungen kam jedoch ein erheblicher Bedarf an landwirtschaftlichen Flächen auf. Ursache waren umzusiedelnde Landwirte aus den nördlichen Teilen des Reviers, die neue Äcker benötigten. Die Rohkippe wurde daher mit Löß überzogen und so landwirtschaftlich erschlossen. Die ursprünglich 389 Hektar (Stand: 1893) große landwirtschaftliche Nutzfläche wurde so auf 821 Hektar vergrößert. Gleichzeitig ging die forstwirtschaftliche Fläche von 668 Hektar auf 235 Hektar zurück. Entlang der landwirtschaftlich genutzten Flächen pflanzten Arbeiter linear verlaufende Gehölzbänder, die überwiegend als Windschutzhecke ausgeführt wurden. Die Rekultivierung wurde im Jahr 1978 erfolgreich abgeschlossen. Die Fläche liegt seit dieser Zeit rund fünf Meter unterhalb des ursprünglichen Niveaus. Im Norden legten die Landschaftsarchitekten eine künstliche Erhebung an. Sie wird als Wilhelmshöhe bezeichnet und ist mit 154,9 Metern über NHN die höchste Erhebung der Stadt Hürth. Die Berrenrather Börde wird von zwei Weilern, Berrenrath und Brüggen, bewirtschaftet. In den 1990er Jahren kamen auf Grund von Ausgleichsmaßnahmen weitere Gehölzbestände hinzu. Es handelt sich damit um das erste großflächig, einheitlich geplante landwirtschaftliche Rekultivierungsgebiet des Rheinischen Braunkohlenreviers.
2006 wies die Stadt in ihrem Flächennutzungsplan die Börde als Konzentrationszone für Windkraftanlagen aus, zehn Jahre später gingen drei Windkraftanlagen mit einer Leistung von jeweils 2,85 MW ans Netz.
2015 wurde bekannt, dass Wasser aus dem ehemaligen Tagebau mit Schwermetallen und Schwefel belastet ist. Die Konzentration war teilweise so hoch, dass Bäume, die in einem Abflussgraben standen, eingingen. Infolgedessen entstand eine Diskussion darüber, wer künftig für die Reinigung eines Rückhaltebeckens aufkommen muss. Zwar wurde bei der Errichtung des Gebietes festgelegt, dass RWE Power für die Kosten aufkommen sollte, doch war bislang offen, ob der Betreiber hierfür Ewigkeitskosten in seine Rückstellungen aufgenommen hatte.